# Chaetoblastophorum ingramii
Chaetoblastophorum ingramii är en svampart som beskrevs av Morgan-Jones 1977. Chaetoblastophorum ingramii ingår i släktet Chaetoblastophorum, divisionen sporsäcksvampar och riket svampar.   Inga underarter finns listade i Catalogue of Life.